# Laena bowaica
Laena bowaica – gatunek chrząszcza z rodziny czarnuchowatych i podrodziny omiękowatych.
Gatunek ten został opisany w 2001 roku przez Wolfganga Schawallera. Miejsce typowe leży 20 km na południe od Bowa.
Chrząszcz o ciele długości od 7,3 do 8,3 mm. Przedplecze na przedniej krawędzi mniej więcej tak szerokie jak na tylnej, o brzegach bocznych nieobrzeżonych, brzegu tylnym nieobrzeżonym i niezagiętym w dół, kątach przednich zaokrąglonych; jego powierzchnia szagrynowana, z trzema wgłębieniami (poza wgłębieniami płaska) i pokryta grubymi, w większości opatrzonymi krótkimi szczecinkami punktami oddalonymi od siebie o 0,5–2 średnice. Na pokrywach brak rowków, tylko ułożone w rzędy punkty, zbliżone wielkością do tych na przedpleczu i w większości pozbawione wyraźnych szczecinek. Na międzyrzędach rozproszone, drobne punkty z bardzo krótkimi szczecinkami. Siódmy międzyrząd kilowato wyniesiony na całej długości. Odnóża obu płci o bezzębych udach. Samiec z trójkątnym apicale edeagusa.
Owad endemiczny dla Chin, znany tylko z lasów mieszanych południowego Syczuanu.